# Гиббонс, Джеймс
Джеймс Гиббонс (англ. James Gibbons; 23 июля 1834, Балтимор, США — 24 марта 1921, там же) — американский кардинал. Титулярный епископ Адрамитто и апостольский викарий Северной Каролины с 3 марта 1868 по 30 июля 1872. Епископ Ричмонда с 30 июля 1872 по 29 мая 1877. Титулярный архиепископ Йонополиса и коадъютор Балтимора с 29 мая по 3 октября 1877. Архиепископ Балтимора с 3 октября 1877 по 24 марта 1921. Кардинал-священник с 7 июня 1886, с титулом церкви Санта-Мария-ин-Трастевере с 17 марта 1886. Кардинал-протопресвитер с 7 декабря 1920 по 24 марта 1921.